# Самодуров, Михаил Афанасьевич
Михаил Афанасьевич Самоду́ров (1899—1969) — советский инженер, специалист в области тоннелестроения.

## Биография
Родился 6 (18 сентября) 1899 года в селе Кализна (ныне Тульская область. Член ВКП(б) с 1929 года. Окончил Киевский политехнический институт (1930). Работал в управлении ЮЗЖД, в 1933—1945 годах — в Московском метрострое (с 24 января 1941 г. - начальник Метростроя Наркомата путей сообщения СССР).
Руководил строительством станций Московского метрополитена имени Л. М. Кагановича: «Арбатская», «Смоленская», «Павелецкая», «Курская», «Бауманская». Был руководителем управления 10А, в настоящее время АО Трансинжстрой
Во время войны руководил строительством объектов оборонного значения, угольных шахт в Подмосковном бассейне, Сталиногорского гипсового рудника, тоннелей на Черноморской железной дороге и на линии Иркутск — Слюдянка.
С 21 марта 1945 г. по 1958 год - начальник Главтоннельметростроя НКПС. Один из руководителей строительства 1-й и 2-й очередей Ленинградского и 1-й очереди Киевского метро; железнодорожных тоннелей на линии Сталинск-Абакан и Абакан-Тайшет; гидротехнических тоннелей Волгодонстроя.
С 1958 года начальник Управления п/я №10А Главтоннельметростроя.  
Имел звание генерал-директора пути и строительства 2 ранга.
Умер 14 июня 1969 года. Похоронен в Москве на Новодевичьем кладбище (участок № 7).

## Премии
- Сталинская премия 2-й степени (1947) — за усовершенствование и внедрение на строительство Московского метрополитена имени Л. М. Кагановича щитового метода проходки тоннелей, обеспечившего значительное повышение производительности труда на подземных работах